# OR7E24
OR7E24 (англ. Olfactory receptor family 7 subfamily E member 24) – білок, який кодується однойменним геном, розташованим у людей на короткому плечі 19-ї хромосоми. Довжина поліпептидного ланцюга білка становить 339 амінокислот, а молекулярна маса — 38 279.
| 10         |  | 20         |  | 30         |  | 40         |  | 50         |
| ---------- |  | ---------- |  | ---------- |  | ---------- |  | ---------- |
| MSYFPILFFF |  | FLKRCPSYTE |  | PQNLTGVSEF |  | LLLGLSEDPE |  | LQPVLAGLFL |
| SMYLVTVLGN |  | LLIILAVSSD |  | SHLHTPMYFF |  | LSNLSLADIG |  | FTSTTVPKMI |
| VDMQTHSRVI |  | SYEGCLTQMS |  | FFVLFACMDD |  | MLLSVMAYDR |  | FVAICHPLHY |
| RIIMNPRLCG |  | FLILLSFFIS |  | LLDSQLHNLI |  | MLQLTCFKDV |  | DISNFFCDPS |
| QLLHLRCSDT |  | FINEMVIYFM |  | GAIFGCLPIS |  | GILFSYYKIV |  | SPILRVPTSD |
| GKYKAFSTCG |  | SHLAVVCLFY |  | GTGLVGYLSS |  | AVLPSPRKSM |  | VASVMYTVVT |
| PMLNPFIYSL |  | RNKDIQSALC |  | RLHGRIIKSH |  | HLHPFCYMG  |  |            |

A: Аланін

C: Цистеїн

D: Аспарагінова кислота

E: Глутамінова кислота

F: Фенілаланін

G: Гліцин

H: Гістидин

I: Ізолейцин

K: Лізин

L: Лейцин

M: Метіонін

N: Аспарагін

P: Пролін

Q: Глутамін

R: Аргінін

S: Серин

T: Треонін

V: Валін

Кодований геном білок за функціями належить до рецепторів, g-білокспряжених рецепторів, білків внутрішньоклітинного сигналінгу. 
Локалізований у клітинній мембрані, мембрані.